# 6326 Ідамійосі
6326 Ідамійосі (6326 Idamiyoshi) — астероїд головного поясу, відкритий 18 березня 1991 року.
Тіссеранів параметр щодо Юпітера — 3,328.